# Thomaz de Aquino
Thomaz de Aquino Gonçalves (Conquista, 7 de março de 1933 – Goiânia, 18 de julho de 2024) mais conhecido como Tomazinho, foi um futebolista brasileiro.

## Biografia
Thomas de Aquino Gonçalves foi um ponta direita de bastante destaque no futebol goiano durante a década de 1950 quando vestiu a camisa do Araguaia, Tiro de Guerra, Goiás e Goiânia antes de ter sido vendido ao Atlético Mineiro por Cr$ 800 mil onde se tornou ídolo e é um dos principais artilheiro da história do galo mineiro. Vestindo na maioria das vezes a camisa 10 do Atlético, marcou 118 gols pelo Galo e conquistou três títulos do Campeonato Mineiro: 1954, 1955 e 1956. Além disso, foi o principal goleador dos Estaduais em 1955 e 56, com 15 gols em cada um deles. Abandonou a carreira aos 27 anos e decidiu abrir uma clínica de saúde física na cidade de Goiânia, junto com o irmão, Paulo Gonçalves. O ex-atacante gradou em Educação Física quando ainda era jogador.

## Curiosidades
O último título do Goiânia pelo campeonato Goiano foi em 1974 com Thomazinho como técnico.

## Títulos como jogador
Goiânia
- Campeonato Goiano de Futebol - 1951, 1952 e 1953
- Super Campeonato Goiano - 1952
- Torneio Início do Campeonato Goiano - 1952 e 1953

Tiro de Guerra 54
- Torneio Amistoso contra o Anápolis - 1952

Atlético Mineiro
- Campeonato Mineiro de Futebol - 1954, 1955 e 1956

## Títulos como treinador
Goiânia
- Campeonato Goiano de Futebol - 1974
- Taça Cidade de Goiânia de Futebol - 1974

## Títulos como auxíliar técnico
Goiás
- Campeonato Goiano de Futebol - 1976

## Artilharias
1955 -   Campeonato Mineiro - Atlético - 15 gols

1956 -   Campeonato Mineiro - Atlético - 15 gols